# Kumail Nanjiani
Kumail Nanjiani (Karachi, 21 febbraio 1978) è un attore e comico pakistano naturalizzato statunitense.

## Biografia
Ha partecipato a diverse pellicole recitando ruoli marginali in film come Tre all'improvviso, The Five-Year Engagement e Una spia e mezzo. Diventa uno dei protagonisti della serie televisiva Franklin & Bash, recitando la parte di Pindar Singh dal 2011 al 2014. Entra nel cast della serie HBO Silicon Valley nel ruolo del programmatore informatico Dinesh Chugtai. Nel 2015 prende parte a Un tuffo nel passato 2, un film di Steve Pink, mentre nel 2016 fa parte del cast di Mike & Dave - Un matrimonio da sballo, recitando al fianco di Zac Efron. Nel 2017 recita nel film The Big Sick - Il matrimonio si può evitare... l'amore no, di cui ha anche contribuito a scrivere la sceneggiatura.
Nel 2019 ha ottenuto il ruolo di Kingo nel film del Marvel Cinematic Universe Eternals, uscito nel 2021.
Nel 2024 interpreta il ruolo di Nadeem, il "mastro del fuoco" nel film Ghostbusters - Minaccia glaciale.

## Filmografia

### Attore

#### Cinema
- Tre all'improvviso (Life as We Know It), regia di Greg Berlanti (2010)
- Gears of War 3: Careful What You Wish For, regia di Matt Villines e Osmany Rodriguez – cortometraggio (2011)
- The Five-Year Engagement, regia di Nicholas Stoller (2012)
- The Kings of Summer, regia di Jordan Vogt-Roberts (2013)
- Hell Baby, regia di Thomas Lennon e Robert Ben Garant (2013)
- Bad Milo!, regia di Jacob Vaughan (2013)
- The Thanksgivukkah Movie Trailer, regia di Andrew Bush – cortometraggio (2013)
- Sex Tape - Finiti in rete (Sex Tape), regia di Jake Kasdan (2014)
- Un tuffo nel passato 2 (Hot Tub Time Machine 2), regia di Steve Pink (2015)
- Hello, My Name Is Doris, regia di Michael Showalter (2015)
- Addicted to Fresno, regia di Jamie Babbit (2015)
- Loaded, regia di Chris Zonnas (2015)
- Piccoli Brividi (Goosebumps), regia di Rob Letterman (2015)
- Una spia e mezzo (Central Intelligence), regia di Rawson Marshall Thurber (2016)
- Flock of Dudes, regia di Bob Castrone (2016)
- Mike & Dave - Un matrimonio da sballo (Mike and Dave Need Wedding Dates), regia di Jake Szymanski (2016)
- Cognati per caso (Brother Nature), regia di Oz Rodriguez e Matt Villines (2016)
- The Late Bloomer, regia di Kevin Pollak (2016)
- The Big Sick - Il matrimonio si può evitare... l'amore no (The Big Sick), regia di Michael Showalter (2017)
- Botte da prof. (Fist Fight), regia di Richie Keen (2017)
- Killing Gunther, regia di Taran Killam (2017)
- Duck Butter, regia di Miguel Arteta (2018)
- Stuber - Autista d'assalto (Stuber), regia di Michael Dowse (2019)
- The Lovebirds, regia di Michael Showalter (2020)
- Eternals, regia di Chloé Zhao (2021)
- Ghostbusters - Minaccia glaciale (Ghostbusters: Frozen Empire), regia di Gil Kenan (2024)

#### Televisione
- The Colbert Report – serie TV, episodi 5x13-5x14 (2009)
- Michael & Michael Have Issues. – serie TV, 7 episodi (2009)
- Traffic Light – serie TV, episodio 1x11 (2011)
- Googy – serie TV, 6 episodi (2011)
- CollegeHumor Originals – serie TV, episodio 1x167 (2011)
- Portlandia – serie TV, 11 episodi (2011-2016)
- Franklin & Bash – serie TV, 31 episodi (2011-2014)
- Burning Love – serie TV, 13 episodi (2012)
- Actress – serie TV, episodio 1x02 (2013)
- Veep - Vicepresidente incompetente (Veep) – serie TV, episodio 2x01 (2013)
- Drunk History – serie TV, episodio 1x07 (2013)
- Ghost Ghirls – serie TV, episodio 1x06 (2013)
- The Arrangement, regia di Kevin Bray – film TV (2013)
- Timms Valley, regia di Steve Conrad – film TV (2013)
- Math Bites – serie TV, episodio 1x02 (2013)
- Newsreaders – serie TV, 11 episodi (2013-2015)
- Silicon Valley – serie TV, 53 episodi (2014-2019)
- TripTank – serie TV, 4 episodi (2014)
- Garfunkel and Oates – serie TV, episodio 1x05 (2014)
- Community – serie TV, episodi 5x06-6x11 (2014-2015)
- Key and Peele – serie TV, episodio 4x06 (2014)
- Broad City – serie TV, episodio 2x01 (2015)
- Kroll Show – serie TV, episodi 3x08-3x10 (2015)
- Inside Amy Schumer – serie TV, episodio 3x03 (2015)
- Scheer-RL – serie TV, episodio 1x02 (2015)
- The Grinder – serie TV, episodi 1x01-1x22 (2015-2016)
- X-Files (The X-Files) – serie TV, episodio 10x03 (2016)
- RuPaul's Drag Race – reality show, episodio 10x06 (2018)
- Murderville — serie TV, episodio 1x03 (2022)
- Obi-Wan Kenobi — serie TV, 6 episodi (2022)
- Ecco a voi i Chippendales (Welcome to Chippendales) – miniserie TV, 8 puntate (2022-2023) - anche produttore esecutivo
- Only Murders in the Building – serie TV, 4 episodi (2024)

### Doppiatore
- Ugly Americans – serie animata
- Adventure Time – serie animata
- TripTank – serie animata
- Archer – serie animata
- Major Lazer – serie animata
- Penn Zero: Eroe Part-Time – serie animata
- Aqua Teen Hunger Force – serie animata
- Hell and Back - serie animata
- Animals. - serie animata
- Bob's Burgers – serie animata
- LEGO Ninjago - Il film (The LEGO Ninjago Movie) – film animazione
- Men in Black: International, regia di F. Gary Gray (2019)
- Dolittle, regia di Stephen Gaghan (2020)
- I Simpson (The Simpsons) - serie animata, episodio 33x14 (2022)
- What If...? – serie animata (2024)

## Riconoscimenti
- Premio Oscar
  - 2018 - Candidatura alla miglior sceneggiatura originale per The Big Sick - Il matrimonio si può evitare... l'amore no
- Premio Emmy
  - 2019 - Candidatura al miglior attore guest in una serie drammatica per The Twilight Zone
  - 2023 - Candidatura al miglior attore in una miniserie o film per la televisione per Ecco a voi i Chippendales

## Doppiatori italiani
Nelle versioni in italiano delle opere in cui ha recitato, Kumail Nanjiani è stato doppiato da:
- Gianluca Crisafi in Franklin & Bash, Un tuffo nel passato 2
- Daniele Raffaeli in Silicon Valley, Only Murders in the Building
- Roberto Gammino in Sex Tape - Finiti in rete, Botte da prof.
- Gianfranco Miranda in The Big Sick - Il matrimonio si può evitare... l'amore no, Eternals
- Emiliano Ragno in Tre all'improvviso
- Stefano Brusa in X-Files
- Massimiliano Alto in Una spia e mezzo
- Luigi Ferraro in Mike & Dave - Un matrimonio da sballo
- Stefano Sperduti in Stuber - Autista d'assalto
- Nanni Baldini in The Lovebirds
- Paolo Vivio in Obi-Wan Kenobi
- Gabriele Sabatini in Ecco a voi i Chippendales
- Edoardo Stoppacciaro in Ghostbusters - Minaccia glaciale

Da doppiatore è sostituito da:
- Gianfranco Miranda in Dolittle, What If...?
- Nanni Baldini ne I Simpson
- Gianluca Crisafi in Bless the Harts
- Massimo Aresu in Hell and Back
- Stefano Brusa in LEGO Ninjago - Il film
- Roberto Gammino in Men in Black: International
- Francesco Scianna in Prendi il volo
- Alessandro Germano in Ugly Americans